# Гущин, Николай Александрович
Никола́й Алекса́ндрович Гу́щин (род. 20 марта 1961, дер. Глибино, Ковернинский район, Горьковская область, РСФСР, СССР) — советский и российский художник, специалист в области хохломской росписи, академик Российской академии художеств (2022). Народный художник Российской Федерации (2001).

## Биография
Родился 20 марта 1961 года в дер. Глибино Ковернинского района Горьковской области, живёт и работает в Нижнем Новгороде.
В 1988 году окончил художественно-графический факультет Московского государственного заочного педагогического института.
С 1985 по 2003 годы — главный художник Ковернинской фабрики «Хохломской художник».
С 1989 года — член Союза художников СССР, России.
С 2011 года — директор Нижегородского художественного училища.
В 2022 году избран академиком Российской академии художеств от Отделения декоративных искусств.
Член комиссии по народному искусству Союза художников России, член художественно-экспертного совета по народным промыслам Нижегородской области, член правления Нижегородского отделения Союза художников России.

## Творческая деятельность
Основные произведения: Бочонок (220х190, 2009 г.), Бочонок (245х200, 2015 г.), Поставок (310х180, 2016 г.), Поставок (150х210, 2015 г.), Братина (220х300, 2014 г.), Братина с крышкой (345х330, 2015 г.), Шкатулка (150х220, 2010 г.), Поставок (280х175, 2015 г.), Чашка (175х325, 2019 г.), Чашка (180х305, 2019 г.)
Произведения находятся в музеях и частных коллекциях России.

## Награды
- Народный художник Российской Федерации (2001)[3]
- Заслуженный художник Российской Федерации (28 декабря 1992) — за заслуги в области декоративно-прикладного искусствв[4]
- Орден Дружбы (2013)[5]
- Премия Правительства Российской Федерации в области культуры (совместно с А. У. Грековым, К. М. Магомедовым, за 2019 год) — за выставочный проект «Народное искусство России начала XXI века: вызовы времени»[6]
- Серебряная медаль ВДНХ СССР (1987)
- Медаль ВВЦ «Лауреат ВВЦ» (2012)
- Лауреат премии Губернатора Нижегородской области «Душа России» (2010)
- Лауреат премии города Нижний Новгород (2017)